# Karsten Grove
Karsten Grove é um matemático dinamarquês-americano que trabalha com geometria métrica e diferencial, topologia diferencial e análise global, principalmente em tópicos relacionados à geometria riemanniana global, geometria de Alexandrov, ações de grupos isométricos e variedades com curvatura secional positiva ou não negativa.

## Biografia
Grove estudou matemática na Universidade de Aarhus, onde obteve um Cand. Cient. (equivalente a um MA) em 1971 e Lic. Cient. (equivalente a um Ph.D.) em 1974. Entre 1971 e 1972, ele também atuou como instrutor na Universidade de Aarhus. De 1972 a 1974 realizou pós-doutorado na Universidade de Bonn sob orientação de Wilhelm Klingenberg , apesar de ainda não ter concluído formalmente o doutorado. Em 1974, Grove tornou-se professor assistente na Universidade de Copenhague e foi promovido a professor associado em 1976, cargo que ocupou até 1987. Tornou-se professor na Universidade de Maryland em 1984, aposentando-se deste cargo em 2009. Desde 2007, ele ocupa a cátedra do "Rev. Howard J. Kenna, Professor CSC" na Universidade de Notre Dame. Ao longo de sua carreira, Grove teve vinte alunos de doutorado e 51 descendentes acadêmicos. Grove foi palestrante convidado no Congresso Internacional de Matemáticos em 1990 em Quioto (Metric and Topological Measurements on manifolds). Ele é membro da American Mathematical Society.

## Trabalho matemático
Uma das contribuições matemáticas mais reconhecidas de Grove para a geometria riemanniana é o Teorema da Esfera do Diâmetro, provado em conjunto com Katsuhiro Shiohama em 1977, que afirma que uma variedade riemanniana fechada {\displaystyle (M,g)} com {\displaystyle \sec \geq 1} e {\displaystyle \operatorname {diam} >\pi /2} é homeomorfo a uma esfera. Posteriormente, a teoria do ponto crítico para funções de distância desenvolvida como parte da prova desse resultado levou a vários avanços importantes na área. Outro resultado obtido por Grove, em colaboração com Peter Petersen, é a finitude dos tipos de homotopia de variedades de uma dimensão fixa com limites inferiores de curvatura seccional, limite superior de diâmetro e limite inferior de volume.